# آباکلیا
آباکلیا (به لاتین: Abaclia) در مولداوی است که در basarabeasca district واقع شده‌است.